# Lizy-sur-Ourcq
Lizy-sur-Ourcq is een gemeente in Frankrijk in het departement Seine-et-Marne en het arrondissement Meaux. De gemeente telde in 2019 3.533 inwoners.
Lizy was in de middeleeuwen een centrum van de wolhandel. De heren van Lizy waren fervente hugenoten. Een deel van het Kasteel van de heren van Lizy is bewaard gebleven.
Op het kerkhof van Lizy zijn de graven van verschillende beroemde circusartiesten.

## Geografie
Het ligt aan het einde van de rivier de Ourcq. Drie gemeenten grenzen op de plaats waar de Ourcq in de Marne uitkomt aan elkaar: Mary-sur-Marne, Lizy-sur-Ourcq en Congis-sur-Thérouanne. Een kanaal, dat evenwijdig aan de Ourcq ligt, en de Ourcq zelf stromen in het oosten en het zuiden door het gebied van de gemeente. Er is weinig begroeiing, behalve in het deel waar de Ourcq en het Canal de l'Ourcq liggen, en er wordt op meer dan twee derde van het grondgebied landbouw bedreven.
In de gemeente ligt het station Lizy-sur-Ourcq.
De onderstaande kaart toont de ligging van Lizy-sur-Ourcq met de belangrijkste infrastructuur en aangrenzende gemeenten.

## Demografie
Onderstaande figuur toont het verloop van het inwonertal, bron: INSEE-tellingen. 

## Stedenband
- Burwell, samen met Ocquerre en Mary-sur-Marne

## Websites
- Informatie over Lizy-sur-Ourcq
- (fr)  Statistische informatie op de website van INSEE